# Ordre des dentistes du Québec

Logo de l'ODQ.

 (juin 2016).
L'Ordre des dentistes du Québec est un ordre professionnel qui regroupe tous les dentistes du Québec, qu’ils soient généralistes ou spécialistes. Son siège social est situé à Montréal.
Au Québec, la pratique de la dentisterie est régie par la Loi sur les dentistes et par le Code des professions du Québec. Les membres sont également soumis au Code de déontologie des dentistes. L’Ordre est membre du Conseil interprofessionnel du Québec.
En 2018, l’Ordre des dentistes du Québec compte plus de 5 350 membres. Depuis le 8 décembre 2022, sa présidente est Dre Liliane Malczewski.  

## Mission
La raison d’être de l’Ordre des dentistes du Québec se donne pour mission d'assurer la qualité des services en médecine dentaire et de promouvoir la santé buccodentaire auprès de la population du Québec,. 

## Historique

### Histoire de la profession dentaire au Québec
Avec l’arrivée de Samuel de Champlain et de ses compagnons, au début du XVIIe siècle, la Nouvelle-France peut compter, du moins à Québec, sur Louis Hébert. Il pratique l'activité d'arracheur de dents avec d’autres fondateurs de la colonie, tel que Robert Giffard.
Au Canada, les premières lois qui reconnaissent l’exercice de la profession dentaire sont adoptées en 1868, en Ontario, et l’année suivante au Québec. L’Association des chirurgiens dentistes de la province de Québec est fondée en 1869. La profession peut alors réglementer la pratique professionnelle, fixer les compétences minimales requises pour exercer la profession, déterminer le contenu des programmes d’études et des stages, et inscrire à son tableau les praticiens aptes à obtenir le droit de pratique.
L’Association ne regroupe qu’une quinzaine de membres durant ses premières années. Toutefois, le tableau de l’année 1898 fait état de 139 membres inscrits – 83 de langue anglaise et 56 de langue française qui sont établis surtout à Montréal (70 %), à Sherbrooke (10 %), à Québec (7 %), à Trois-Rivières et dans la vallée du Richelieu.
À cette époque, aucun établissement d’enseignement n’offre un programme de formation des dentistes. Le système d’apprentissage est toujours en vigueur, de sorte qu’un futur dentiste se forme dans un cabinet, chez son mentor, en donnant des soins à la clientèle. Il doit aussi, dans la mesure du possible, suivre des cours dans les sciences de base jugées essentielles à sa formation. Ces cours sont offerts seulement dans une faculté de médecine.
L’Association vise la création d’un diplôme en dentisterie. Elle dispose déjà d’un corps professoral – le Collège dentaire – qui peut dispenser une partie de l’enseignement théorique et pratique. Elle sollicite l’Université McGill et l’Université Laval à Montréal (future Université de Montréal), afin qu’elles ajoutent un programme d’études dentaires à leur cursus. Les deux refusent.
En 1892, l’Université Bishop's de Lennoxville, qui a déjà une faculté de médecine à Montréal, se montre intéressée au projet. Elle crée un Department of Dentistry rattaché à la faculté de médecine et en confie la direction à George W. Beers. En étant intégré à la faculté de médecine, le programme d’études dentaires privilégie, dans un sens, les titulaires d’un DDS. En effet, ils peuvent obtenir également un diplôme de docteur en médecine (DMD) à la fin de deux autres années d’études.
Le programme ne connaît pas le succès escompté, en partie parce que l’Université Bishop's s’est engagée à assurer l’enseignement dans les deux langues et que les étudiants ne sont pas assez nombreux. En 1903, l’Université Bishop's ferme le département et cède ses équipements à Eudore Dubeau, secrétaire de l’Association. Ce dernier fait appel à l’Université Laval à Montréal et obtient qu’une école dentaire y soit affiliée, en 1904. Il devient le premier doyen de cette école. Parallèlement, A. W. Thornton réussit à intégrer un programme d’études dentaires à l’Université McGill, laquelle crée un Department of Dentistry rattaché à la faculté de médecine.
Depuis 1921, les facultés de médecine dentaire de l’Université McGill et de l’Université de Montréal assurent la formation des dentistes québécois. Celle de l’Université Laval à Québec est inaugurée en 1970. Le Québec compte aujourd’hui[Quand ?] trois facultés qui donnent l’enseignement requis.

### Fondation de l’Ordre des dentistes du Québec
En 1910, l’Association des chirurgiens dentistes du Québec devient le Collège des chirurgiens dentistes de la province de Québec (CCDPQ), imitant ainsi la profession médicale qui s’était incorporée sous le nom de Collège des médecins et chirurgiens du Bas-Canada, en 1843. Ce faisant, elle lève l’ambiguïté de la désignation de Collège dentaire, qui regroupait le personnel enseignant à l’Université Bishop's.
Avec l’entrée en vigueur du Code des professions, en 1973, le CCDPQ devient l’Ordre des dentistes du Québec. Cette nouvelle désignation ne modifie aucunement le rôle de l’organisme ni ses obligations envers les patients. Ses responsabilités comprennent, entre autres, le maintien de la qualité des services dentaires à la population et l’établissement de règles de pratique et de déontologie.

## Instances dirigeantes

### Conseil d’administration
Le conseil d’administration de l’Ordre des dentistes du Québec est constitué de 16 administrateurs, dont le président, 11 membres élus et quatre administrateurs nommés par l’Office des professions du Québec. Le conseil d’administration est chargé de l’administration générale des affaires de l’Ordre et a pour mandat de veiller à l’application des dispositions du Code des professions et des règlements. Il exerce tous les droits, pouvoirs et prérogatives de l’Ordre, sauf ceux qui sont du ressort des membres de l’Ordre réunis en assemblée générale. 

### Comité exécutif
Le comité exécutif de l’Ordre des dentistes du Québec est composé de cinq membres élus parmi les membres du conseil d'administration : le président de l’Ordre, le vice-président, deux membres et un des administrateurs nommés par l’Office des professions du Québec. Le comité exécutif s’occupe de l’administration courante des affaires de l’Ordre et peut exercer tous les pouvoirs que le conseil d'administration lui délègue.

## Publication
Le Journal de l’Ordre des dentistes du Québec est la publication officielle de l’Ordre des dentistes du Québec. Ce magazine trimestriel s’adresse à une clientèle principalement formée de dentistes généralistes et spécialistes qui œuvrent en cabinet privé, en milieu hospitalier et en santé publique.

## Congrès annuel de l’Ordre des dentistes du Québec
Le congrès annuel de l’Ordre des dentistes du Québec, appelé Journées dentaires internationales du Québec (JDIQ), constitue l’événement annuel de formation professionnelle continue pour tous les dentistes québécois et les membres de l’équipe dentaire. Les JDIQ ont accueilli 12 715 participants en 2019.
Chaque année, le programme scientifique propose plusieurs ateliers et conférences. Le salon des exposants est aussi un lieu de rencontre pour tous les intervenants de l’industrie dentaire.

## Remise de prix

### Prix Hommage
Remis annuellement, le prix Hommage vise à reconnaître l’apport exceptionnel d’un membre au développement de la profession, en lien avec le mandat de promotion de la santé buccodentaire et de protection du public confié à l’Ordre.

#### Récipiendaires
- Dr Roland Baribeau, 2007
- Dre Stéphane Schwartz, 2008
- Dr Jean-Marc Brodeur, 2009
- Dr Jean-Paul Lussier, 2010
- Dr Paul Germain, 2011
- Dr Jacques Valiquette, 2012
- Dr Denys F. Ruel, 2013
- Dr Guy Boisclair, 2014
- Dr Arto Demirjian, 2015
- Dr Michel Bonin, 2016
- Dr Denis Forest, 2017
- Dr Guy Déom, 2018
- Dr Éric Lacoste, 2019
- Dre Lorraine Gagnon, 2021
- Dres Stéphanie Morneau et Élise Bertrand, 2022

### Prix Honneur
Le prix Honneur de l’ODQ vise à honorer, de façon ponctuelle, des personnes qui ne sont pas membres de l’Ordre, des entreprises ou des organismes à but non lucratif qui se sont démarqués en contribuant de façon significative à l’amélioration de la santé des Québécois, compte tenu du lien étroit qui existe entre la santé générale et la santé buccodentaire.

#### Récipiendaires
- Jean-Paul Léger, 2013
- Pierre Blain, 2014
- André Martel, 2017